# Horn (film)
 For alternative betydninger, se Horn. (Se også artikler, som begynder med Horn)
Horn er en dokumentarfilm fra 1986 instrueret af Carl Henrik Jensen efter eget manuskript.

## Handling
Dokumentarfilm om det nordvestlige hjørne af Island, Hornstrand. Gennem århundreder levede der en befolkning hvis livsform efterhånden ikke mere kunne modsvare nye tiders forventninger og krav og i 1946 flyttede den sidste familie fra den lille bygd, Horn.